# Agapetus dangorum
Agapetus dangorum är en nattsländeart som beskrevs av Olah 1988. Agapetus dangorum ingår i släktet Agapetus och familjen stenhusnattsländor. Inga underarter finns listade i Catalogue of Life.